# Savignac-Lédrier
Savignac-Lédrier, okzitanisch Savinhac l'Edrier oder Savinhac Ledrier, ist eine französische Gemeinde mit 715 Einwohnern (Stand 1. Januar 2022) im Département Dordogne in der Region Nouvelle-Aquitaine. Sie gehört zum Arrondissement Nontron und zum Kanton Isle-Loue-Auvézère. Zuständiger Gemeindeverband ist die Communauté de communes Isle-Loue-Auvézère en Périgord. Die Einwohner werden Savignacois bzw. Savignacoises genannt.

## Etymologie
Savignac dürfte sich vom gallorömischen Eigennamen Sabinius herleiten, welchem der Suffix -acum nachgestellt ist. Sabiniacum bedeutet somit das Anwesen oder Gut des Sabinius.
Der zweite Teil Lédrier stammt laut Bénédicte Fénié vom Okzitanischen ledrier (Französisch lierre) mit der Bedeutung Gemeiner Efeu. Laut Chantal Tanet und Tristan Hordé besteht möglicherweise auch eine Verbindung zum französischen Wort ladre (Aussätziger, Leprakranker) oder eventuell auch zu den Mehlbeeren, die auf Altokzitanisch drulho oder drulhé hießen.

## Geographie

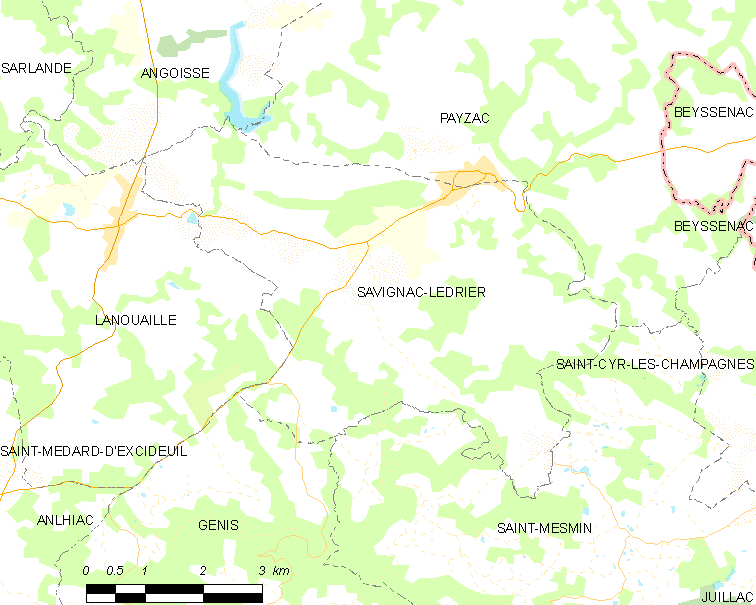
Lagekarte von Savignac-Lédrier

Savignac-Lédrier liegt in der Landschaft und historischen Provinz Périgord, genauer im Périgord vert. Im Südwesten fließt die Auvézère durch die Gemeinde, im Nordwesten die Haute-Loue, ein Nebenfluss der Loue. Die bewaldeten Täler um die beiden Flüsse wurden in die Inventarliste ökologisch wertvoller Landschaften aufgenommen.
Savignac-Lédrier wird von folgenden Nachbargemeinden umgeben:
| Angoisse   | Payzac                                      | Payzac       |
| Lanouaille | Kompassrose, die auf Nachbargemeinden zeigt |              |
| Génis      | Saint-Mesmin                                | Saint-Mesmin |

Das Rathaus der Gemeinde befindet sich in La Chapelle und ist nur 700 Meter vom Rathaus der Nachbargemeinde Payzac entfernt. Die Ortschaften La Chapelle, La Croix-Merle und La Garanne liegen an der Nordgrenze und sind eng mit Payzac assoziiert. Der eigentliche Ortskern von Savignac-Lédrier liegt jedoch nahe der Südgrenze linkerhand oberhalb der Auvézère.
Die Gemeinde besteht aus folgenden Geländepunkten, Weilern, Gehöften, Schlössern, Mühlen und einer Schmiede:
Boisset, Bord, Chaleix, Chambon, Chantalouette, Chatreix, Clos Vivier, Haut Chambon, L’Abbaye, La Chapelle, La Croix-Merle, La Forge, La Garanne, La Jaubertie, La Lande, La Maison Neuve, La Ribière de Chaux, La Roterie, La Roussille, La Serve, La Tuilerie, Lavergne, Las Brugnas, Las Chaumas, Las Ronzeix, Las Ruas, Las Vias, Lassagne, Le Ballardier, le Breuilh, Le Champ Rouge, Le Deveix, Le Fromental, Le Grand Bois, Le Gué, Le Moulin de l’Abbaye, le Pénalou, Le Petit Gué, Les Barrières, Les Basses Brugnas, Les Chaumes de Miremont, Les Ganettes, Les Janissoux, Les Peyssoisants, Les Plantadies, Les Pommerades, Les Quatre Routes de Bord, Les Quatre Routes du Breuilh, Les Riveaux, Malherbaux, Malnoir, Mazat, Miremont, Moulin du Got, Petit Limoges, Prepourtier, Puy Bialy, Puy Coutant, Puy Palard, Rhé und Sézelard.
Der topographisch niedrigste Punkt der Gemeinde Savignac-Lédrier liegt auf 214 Meter an der Auvézère im Südosten südlich des Ortskerns von Savignac-Lédrier. Der höchste Punkt nimmt 374 Meter ein und befindet sich bei Les Plantadies im Norden. Die absolute Höhendifferenz beträgt 160 Meter, die durchschnittliche Meerhöhe 294 Meter. Das Rathaus kommt auf 290 Meter zu liegen.
Die Gemeinde nimmt eine Gesamtfläche von 26,90 Quadratkilometer ein.

### Verkehrsanbindung
Die D 75 von Lanouaille nach Payzac durchquert den Norden der Gemeinde, an ihr liegt La Chapelle. Von ihr zweigt nach Südwesten in Richtung Anlhiac die D 4 ab. Die D 75 E von Lanouaille nach Saint-Mesmin durchzieht den Süden und Südosten der Gemeinde und stellt die Verbindung zum Ortskern von Savignac-Lédrier her. Kommunalstraßen stellen die Verbindung zu den einzelnen Weilern her.

### Bodenbedeckung

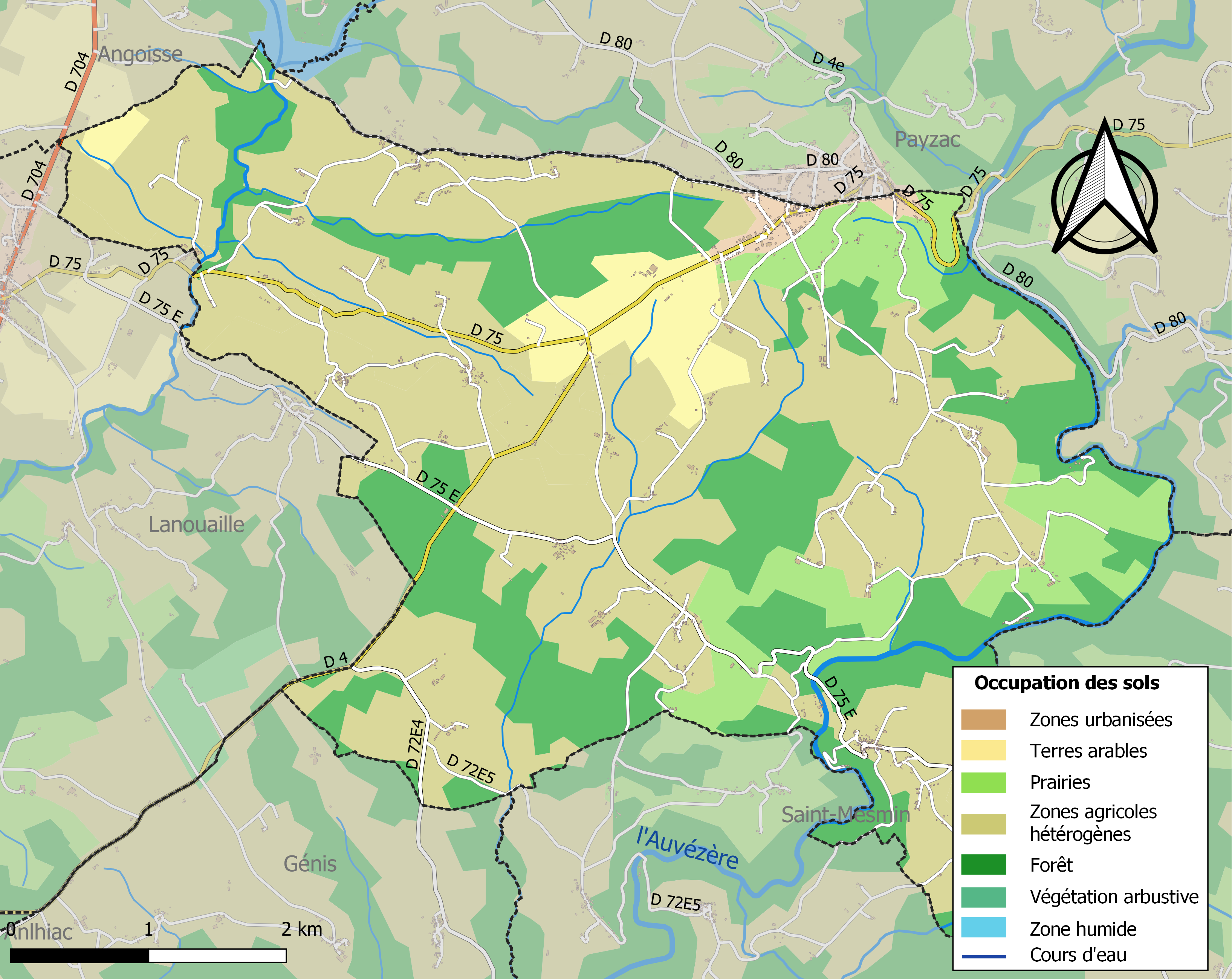
Bodenbedeckung in der Gemeinde Savignac-Lédrier

Die Bodenbedeckung der Gemeinde Savignac-Lédrier schlüsselt sich im Jahr 2018 gemäß der europäischen Datenbank CORINE Land Cover (CLC) wie folgt auf:
- heterogene landwirtschaftliche Nutzung – 57,5 %
- Wälder – 27,1 %
- Wiesen – 9,8 %
- Ackerland – 4,7 %
- baulich beansprucht – 1,0 %.

Die landwirtschaftliche Nutzung steht eindeutig im Vordergrund. Der Anteil der landwirtschaftlichen Nutzflächen ist von 72,6 % im Jahr 1990 auf 72,0 % im Jahr 2018 leicht zurückgegangen.

## Klima
Savignac-Lédrier besitzt ein abgeschwächtes ozeanisches Klima  mit gemäßigtem Sommer (Cfb nach Köppen und Geiger), das sich durch folgende Parameter auszeichnet:
| Klimaparameter im Zeitraum 1971–2000 - Jahresmittel: 11,7 °C - Anzahl der Tage unter −5 °C: 3,2 - Anzahl der Tage oberhalb 30 °C: 5,4 - Maximum im Tages-Temperaturunterschied: 15,0 °C - Jahresniederschlag: 1076 mm - Niederschlagstage im Januar: 12,5 - Niederschlagstage im Juli: 7,6 |

Durch den Klimawandel zeichnen sich Erhöhungen im Jahresmittel ab, die sich bereits auch bemerkbar machen. So ist beispielsweise an der 33 Kilometer entfernten Wetterstation in Brive das langjährige Jahresmittel von 12,7 °C für 1971–2000 über 12,7 °C für 1981–2010 auf 13,0 °C für 1991–2020 angestiegen – ein Zuwachs um 0,3 °C innerhalb von 20 Jahren.

## Hydrographie

Hydrographische Karte von Savignac-Lédrier

Hauptfluter in der Gemeinde Savignac-Lédrier sind die Auvézère und die Haute-Loue. Die Auvézère durchfließt auf 8,5 Kilometer den Osten und Südosten des Gemeindegebietes, wovon 6,5 Kilometer als Gemeindegrenze zu Payzac und Saint-Mesmin (mit Unterbrechung) fungieren. Sie hat im Gemeindegebiet zwei kleine rechte Nebenarme.
Die Haute-Loue, die in der Gemeinde Payzac entspringt (hier wird sie als Colon bezeichnet) und an der Nordgrenze zum Badesee Lac de Rouffiac-en-Périgord aufgestaut wird, durchquert auf 2,5 Kilometer den Nordwesten der Gemeinde Savignac-Lédrier in südwestlicher Richtung. Auf den letzten 500 Metern bildet sie die Grenze zu Lanouaille. Sie besitzt zwei kleine rechte Seitenarme und zwei wesentlich längere linke.
Der Ruisseau de Gabourat entspringt südlich von La Chapelle im Norden und durchzieht in südlicher Richtung auf 5 Kilometer in etwa mittig das Gemeindegebiet. Er hat einen rechten Seitenarm, der fast genauso bedeutend ist. Kurz vor Verlassen der Gemeinde wird der Ruisseau de Gabourat zu einem Weiher aufgestaut. Die äußerste Südostecke wird über 500 Meter gerade noch vom Ruisseau de Porte Étoupe berührt, welcher in südwestlicher Richtung fließt und dann als linker Seitenarm in die Auvézère mündet.
Auvézère und Haute-Loue bilden Teil des Flusssystems Isle-Dronne.
Die Gesamtlänge des Entwässerungsnetzes der Gemeinde Savignac-Lédrier beträgt 32 Kilometer.

## Geologie

Geologische Karte von Savignac-Lédrier

Die Gemeinde Savignac-Lédrier liegt vollständig auf dem metamorphen Grundgebirge des nordwestlichen Massif Central. Die Gesteine des Anstehenden gehören zur Thiviers-Payzac-Einheit.

### Thiviers-Payzac-Einheit
Im nördlichen Drittel erscheint der Payzac-Quarzit (tfρ3Χ), eine höher metamorphe Fazies des rhyodazitischen Thiviers-Sandsteins. Eingeschuppt in den Payzac-Quarzit finden sich Ostsüdost-streichende Amphibolitzüge, die neben Amphibol und Plagioklas auch das Mineral Epidot (δ11ep) führen. Ferner findet sich ein kleiner Graphitzug (gra).
Weiter südwärts folgen sodann mittig die Serizitschiefer des Donzenac-Schiefers (S1-2), die aus Peliten und Areniten hervorgegangen sein dürften und auch Grauwackenlagen enthalten. Eingefaltet in den Donzenac-Schiefer ist der Engastine-Mafit – Grünschiefer (S11δθ), die aus ehemaligen Doleriten und basaltischen Tuffen entstanden sind. Im Donzenac-Schiefer finden sich auch Graphitzüge, weiße Quarzitgänge (χ) und Epidot-haltige Amphibolitzüge. Eine Seltenheit ist ein kleines Vorkommen an felsitischem Metarhyolith (λρ1).
Der gesamte Rest des Gemeindegebietes wird dann vom eigentlichen Thiviers-Sandstein (tfρ3) eingenommen. Der Thiviers-Sandstein enthält einige Diabasgänge (δΣβ), die Ostsüdost bis Südost, aber auch Nordost streichen. Die Gänge sind maximal bis 700 Meter lang.

### Lockersedimente
Die Gesteine der Thiviers-Payzac-Einheit werden im Norden um La Chapelle von Lockersedimenten – pliozänen bis altpleistozänen Flussschottern der Formation Fs – überdeckt. Ein kleines Vorkommen findet sich auch im Süden südlich von Las Brugnas. In den Talungen der Auvézère, entlang der Haute-Loue mitsamt ihres ersten linken Seitenarms sowie im Ruisseau de Gabourat und im Ruisseau de Porte Étoupe haben sich rezente alluviale Sedimente (Formation K) abgesetzt.

## Naturrisiken

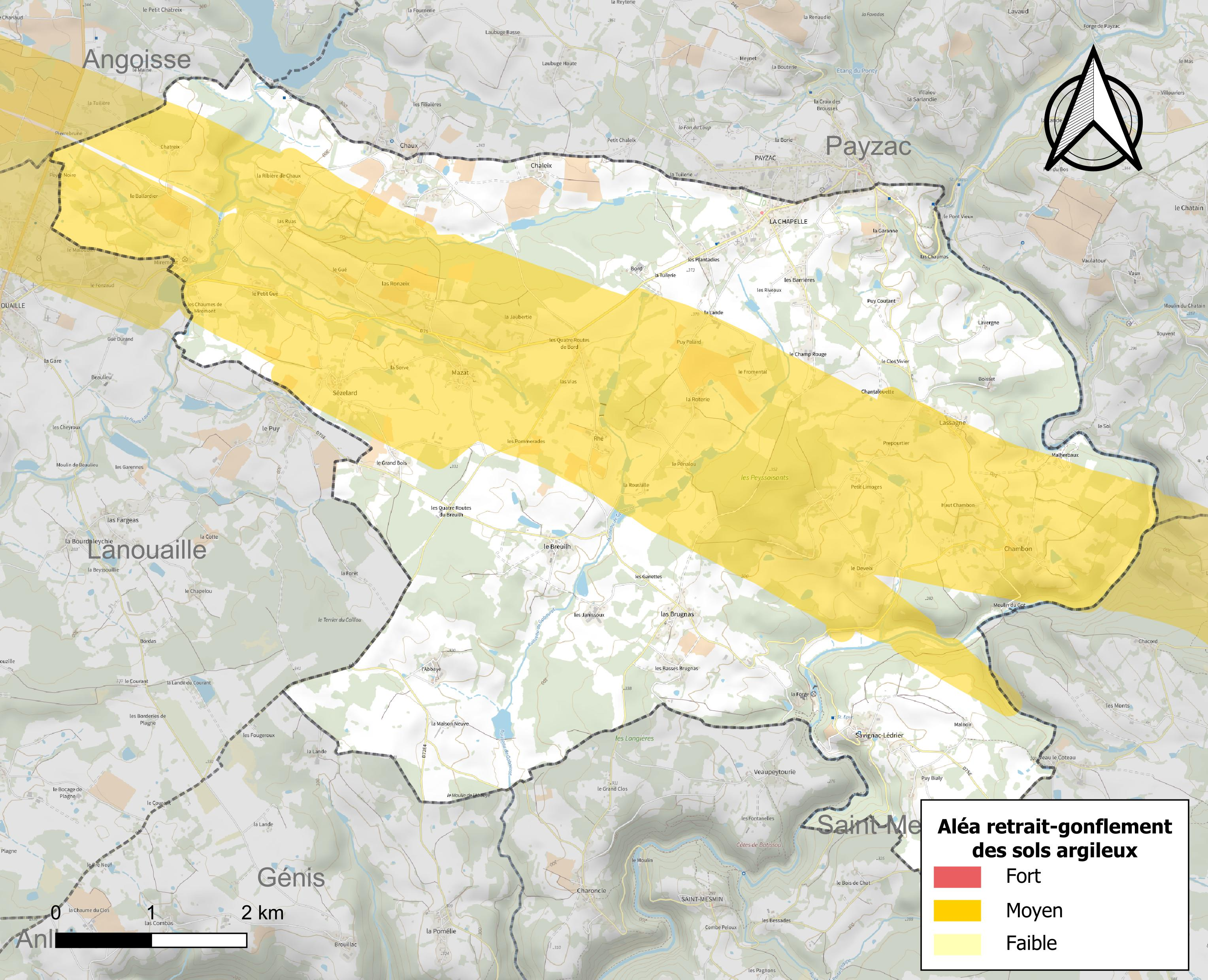
Risikokarte des Quellungs/Schrumpfungsverhältnisses von Tonmineralen in Böden für Savignac-Lédrier

Naturrisiken manifestieren sich in der Gemeinde Savignac-Lédrier als
- Überschwemmungen und den mit ihnen assoziierten Schlammströmen und Hangrutschungen in den Talungen der Auvézère und der Haute-Loue
- Dürren
- Stürme
- Bodensetzungen
- Radonemanationen.

In den Jahren 1982, 1993, 1999 und 2007 kam es aufgrund erhöhter Niederschläge zu größeren Bodenbewegungen und Rutschungen.
Ein Dürrejahr war 2011. In dieser Periode herrschte erhöhte Waldbrandgefahr.
Ein herausragendes Wintersturmereignis war das Sturmtief Martin im Dezember 1999, das enorme Schäden an den Wäldern und auch an der Infrastruktur hinterließ. Die Zerstörungen in den Wäldern sind selbst im Jahr 2022 noch zu erkennen.
Wie die Risikokarte zeigt, ist Savignac-Lédrier von der Gefahr durch Bodensetzungen betroffen – gering im Bereich des Donzenac-Schiefers.
Die Erdbebengefahr ist als relativ niedrig einzustufen, am Westrand des Massif Central sind recht seltene Beben der Stärke 3 auf der Richterskala bekannt.
Die relativ schwache Radongefahr (Zone 3 mit signifikativem Radonpotential) besteht im Inneren von Gebäuden und geschlossenen Räumen.

## Ökologie

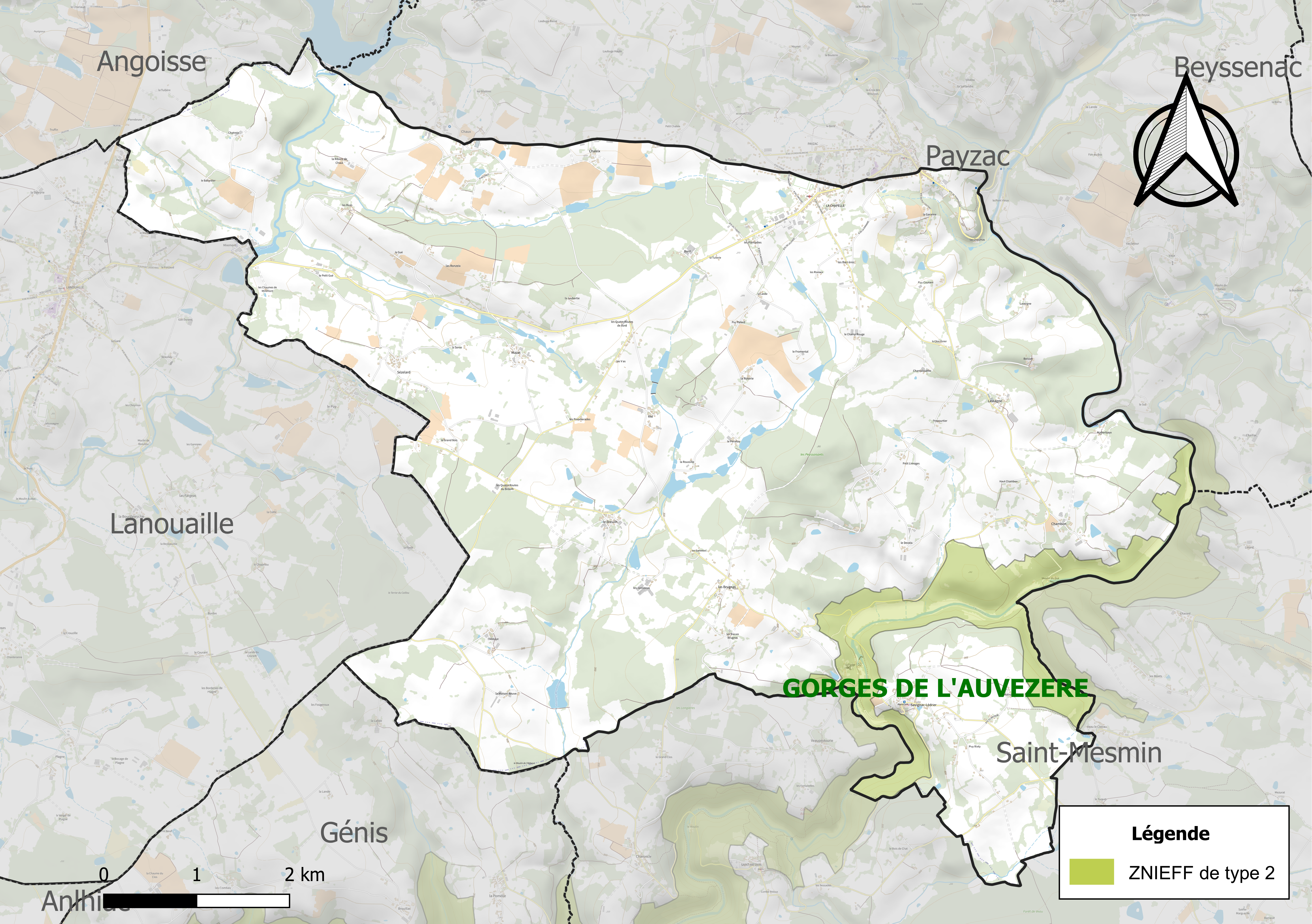
Schutzgebiete des Typus 2 in Savignac-Lédrier

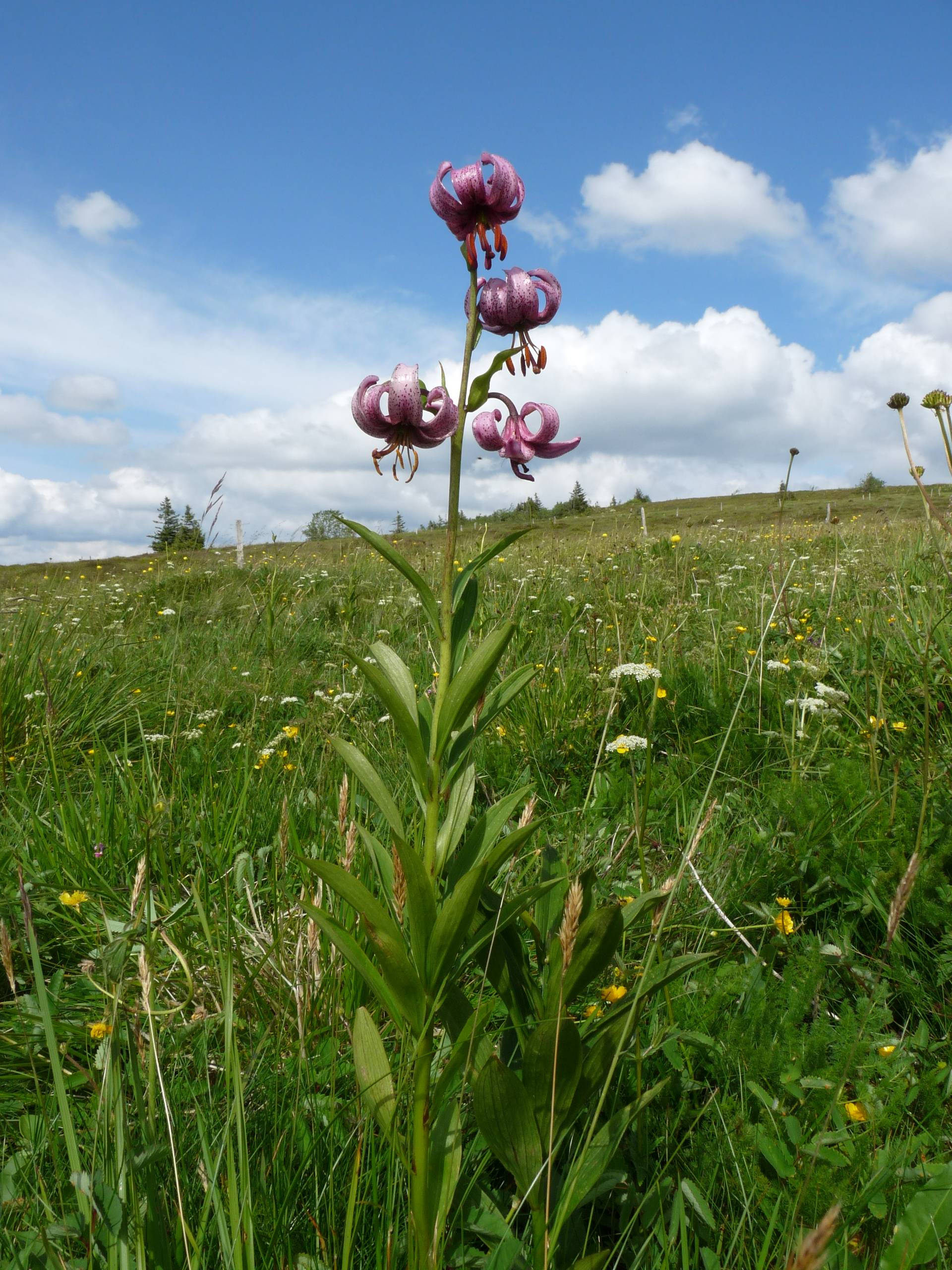
Türkenbund (Lilium Martagon)

### Schutzgebiete

#### Schutzgebiete des Typus 2
Die Gemeinde Savignac-Lédrier besitzt zwei Schutzgebiete des Typus 2 (Französisch ZNIEFF = zone naturel d'interêt faunistique et floristique). Einmal das Tal der Haute-Loue sowie auf 5,5 Kilometer die Schluchten der Auvézère (Gorges de l’Auvézère), die sich über fünf weitere Nachbargemeinden erstrecken.
Die Schluchten der Auvézère werden durch 9 Pflanzenarten charakterisiert. Hierzu gehören: Gänseblümchen-Lochschlund (Anarrhinum bellidifolium), Dünnblättriger Nacktfarn (Anogramma leptophylla), der Streifenfarn Asplenium obovatum, der Lippenfarn Cheilanthes tinaei, Nordischer Streifenfarn (Asplenium septentrionale), Spinnweb-Hauswurz (Sempervivum arachnoideum), Türkenbund (Lilium martagon), das Johanniskraut Hypericum linariifolium und der Bergfarn (Oreopteris limbosperma).

## Geschichte
Im Jahr 1110 oder 1111 gründete Hugues de la Certa die Grammontenserabtei La Plaigne, deren Cella sich im heutigen Weiler L’Abbaye befand. Von ihr ist jetzt bis auf ein Wohngebäude aus dem 18. Jahrhundert nichts mehr erhalten. In etwa zur selben Zeit (im 12. Jahrhundert) dürfte in Savignac-Lédrier die romanische Ortskirche errichtet worden sein. Das Schloss Château de la Forge geht bis ins 15. Jahrhundert zurück.

## Bevölkerungsentwicklung
| Jahr | Einwohner |  |
| 1962 | 952       |  |
| 1968 | 809       |  |
| 1975 | 681       |  |
| 1982 | 738       |  |
| 1990 | 737       |  |
| 1999 | 746       |  |
| 2004 | 754       |  |
| 2006 | 752       |  |
| 2009 | 741       |  |
| 2014 | 720       |  |
| 2019 | 713       |  |
| 2020 | 714       |  |

Quelle: INSEE
Die Bevölkerungszahlen von Savignac-Lédrier waren von 1962 bis 1975 stark rückläufig, zeigten aber bis 2004 einen leichten Anstieg, um dann erneut zurückzugehen.
Im Jahr 2020 betrug die Bevölkerungsdichte 26,5 Einwohner pro Quadratkilometer.

## Verwaltung
Bürgermeister in Savignac-Lédrier ist seit März 2014 Christian André Laguyonie, der im Mai 2020 wiedergewählt wurde.

## Präsidentschaftswahlen 2022
| Kandidaten                       | Kandidaten            | Parteien                      | Parteien            | 1. Wahlgang | 1. Wahlgang | 2. Wahlgang | 2. Wahlgang |
| Kandidaten                       | Kandidaten            | Parteien                      | Parteien            | Stimmen     | %           | Stimmen     | %           |
| -------------------------------- | --------------------- | ----------------------------- | ------------------- | ----------- | ----------- | ----------- | ----------- |
|                                  | Emmanuel Macron       | En marche !                   | EM                  | 118         | 26,76 %     | 205         | 50,87 %     |
|                                  | Marine Le Pen         | Front national                | FN                  | 115         | 26,08 %     | 198         | 49,13 %     |
|                                  | Jean-Luc Mélenchon    | Front de gauche               | FDG                 | 72          | 16,33 %     |             |             |
|                                  | Éric Zemmour          | Reconquête                    |                     | 25          | 5,67 %      |             |             |
|                                  | Valérie Pécresse      | Les Républicains              | LR                  | 32          | 7,25 %      |             |             |
|                                  | Jean Lassalle         | Résistons !                   | R                   | 41          | 9,30 %      |             |             |
|                                  | Anne Hidalgo          | Parti socialiste              | PS                  | 5           | 1,13 %      |             |             |
|                                  | Fabien Roussel        | Parti communiste français     | PC                  | 7           | 1,59 %      |             |             |
|                                  | Nicolas Dupont-Aignan | Debout la République          | DLR                 | 9           | 2,04 %      |             |             |
|                                  | Yannick Jadot         | Europe Écologie-Les Verts     | EELV                | 8           | 1,81 %      |             |             |
|                                  | Nathalie Arthaud      | Lutte Ouvrière                | LO                  | 5           | 1,13 %      |             |             |
|                                  | Philippe Poutou       | Nouveau Parti anticapitaliste | NPA                 | 4           | 0,91 %      |             |             |
|                                  |                       |                               |                     |             |             |             |             |
| Gesamt                           | Gesamt                | Gesamt                        | Gesamt              | 441         | 100 %       | 403         | 100 %       |
|                                  |                       |                               |                     |             |             |             |             |
| Gültige Stimmen                  | Gültige Stimmen       | Gültige Stimmen               | Gültige Stimmen     | 441         | 96,29 %     | 403         | 89,36 %     |
| Ungültige Stimmen                | Ungültige Stimmen     | Ungültige Stimmen             | Ungültige Stimmen   | 17          | 3,71 %      | 48          | 10,64 %     |
| Wahlbeteiligung                  | Wahlbeteiligung       | Wahlbeteiligung               | Wahlbeteiligung     | 458         | 84,50 %     | 451         | 83,36 %     |
| Enthaltungen                     | Enthaltungen          | Enthaltungen                  | Enthaltungen        | 84          | 15,50 %     | 90          | 16,64 %     |
| Registrierte Wähler              | Registrierte Wähler   | Registrierte Wähler           | Registrierte Wähler | 542         |             | 541         |             |
|                                  |                       |                               |                     |             |             |             |             |
| Quelle: Ministère de l'Intérieur |                       |                               |                     |             |             |             |             |

Die Präsidentschaftswahlen 2022 in Savignac-Lédrier konnte Emmanuel Macron nur knapp für sich entscheiden.

## Wirtschaft

### Beschäftigung
Im Jahr 2015 betrug die erwerbsfähige Bevölkerung zwischen 15 und 64 Jahren 302 Personen bzw. 42,2 % der Gesamtbevölkerung. Im Vergleich zu 2010 hat sich die Zahl der Arbeitslosen von 22 auf 36 erhöht, die Arbeitslosenquote liegt somit jetzt bei 11,8 %.

### Unternehmen
Am 31. Dezember 2015 waren 62 Unternehmen in Savignac-Lédrier ansässig, davon 27 im Sektor Handel, Transport oder Dienstleistungen, 14 in Landwirtschaft, Forsten und Fischerei, 11 im Baugewerbe, 5 im Sektor Verwaltung, Bildung, Gesundheit oder Soziales und 5 in der Industrie.

## Sehenswürdigkeiten
- Die romanische Ortskirche  Notre-Dame-de-l'Assomption in Savignac-Lédrier – Monument historique seit 1951
- die Kapelle Notre-Dame-de-Pitié aus dem 19. Jahrhundert in La Chapelle
- das Schloss Château de Bord
- das Schloss Château de la Forge, das bis ins 15. Jahrhundert zurückgeht – Monument historique seit 1979.

## Photogalerie

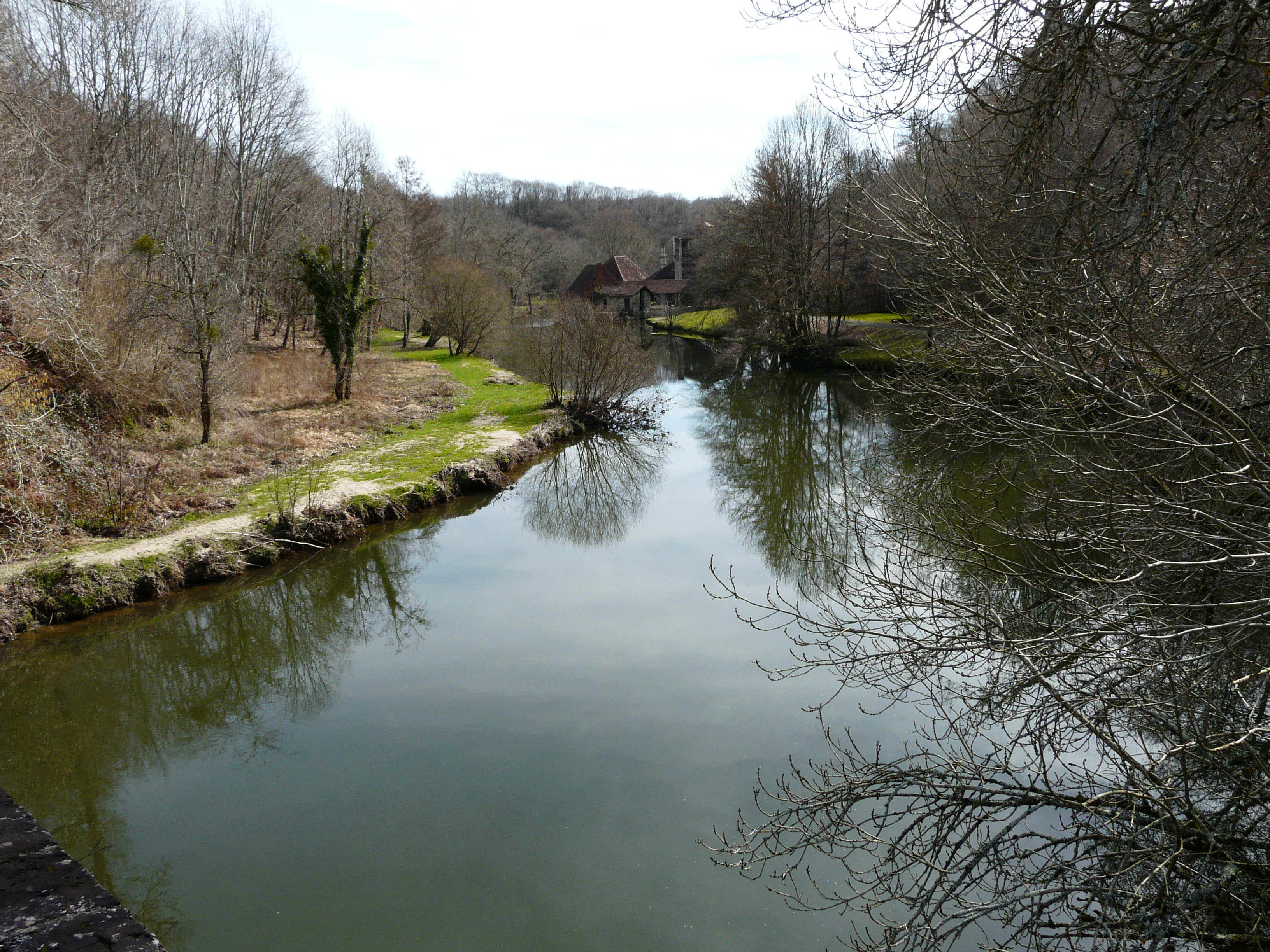
Die Auvézère oberhalb von La Forge
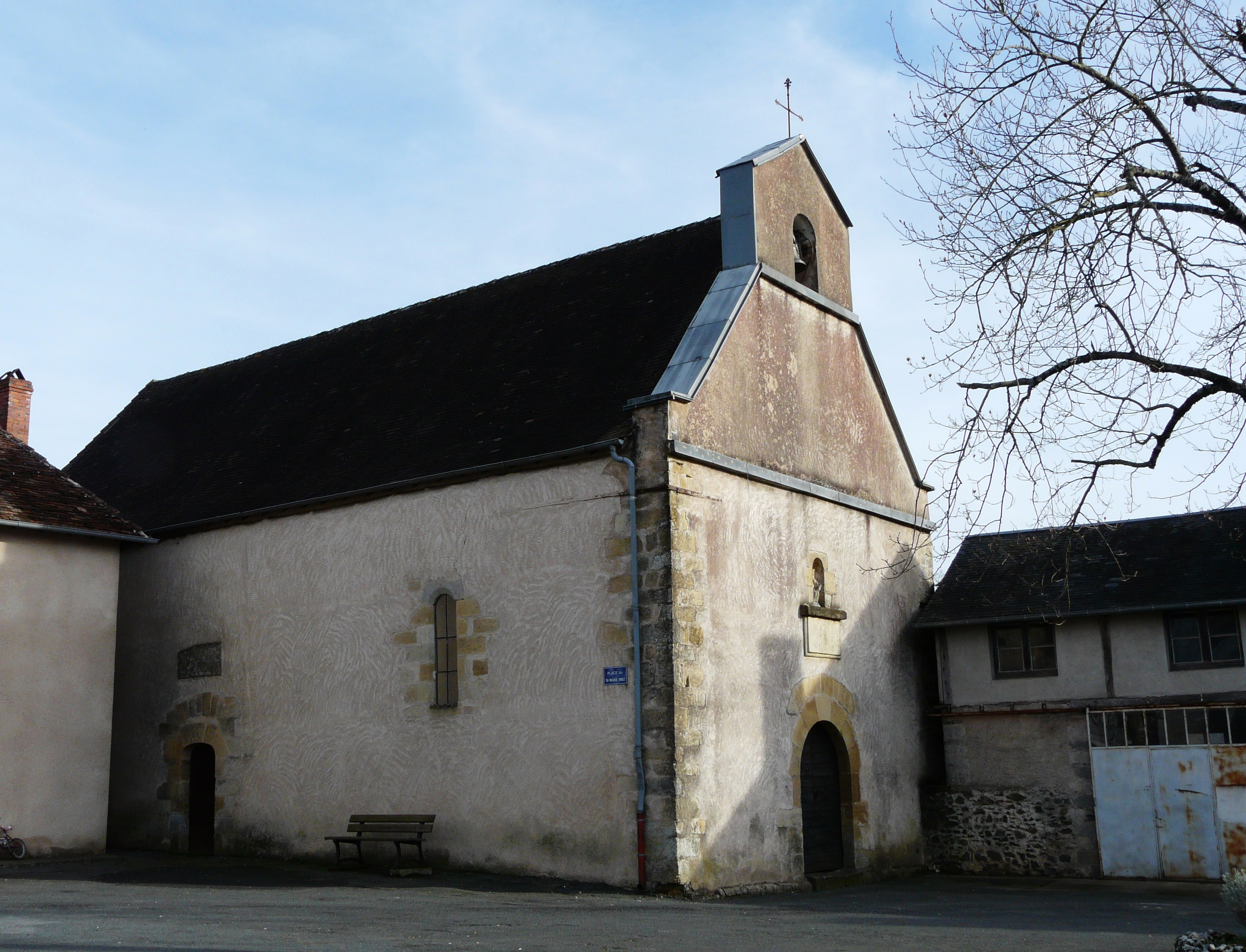
Die Ortskirche  Notre-Dame-de-l'Assomption in Savignac-Lédrier
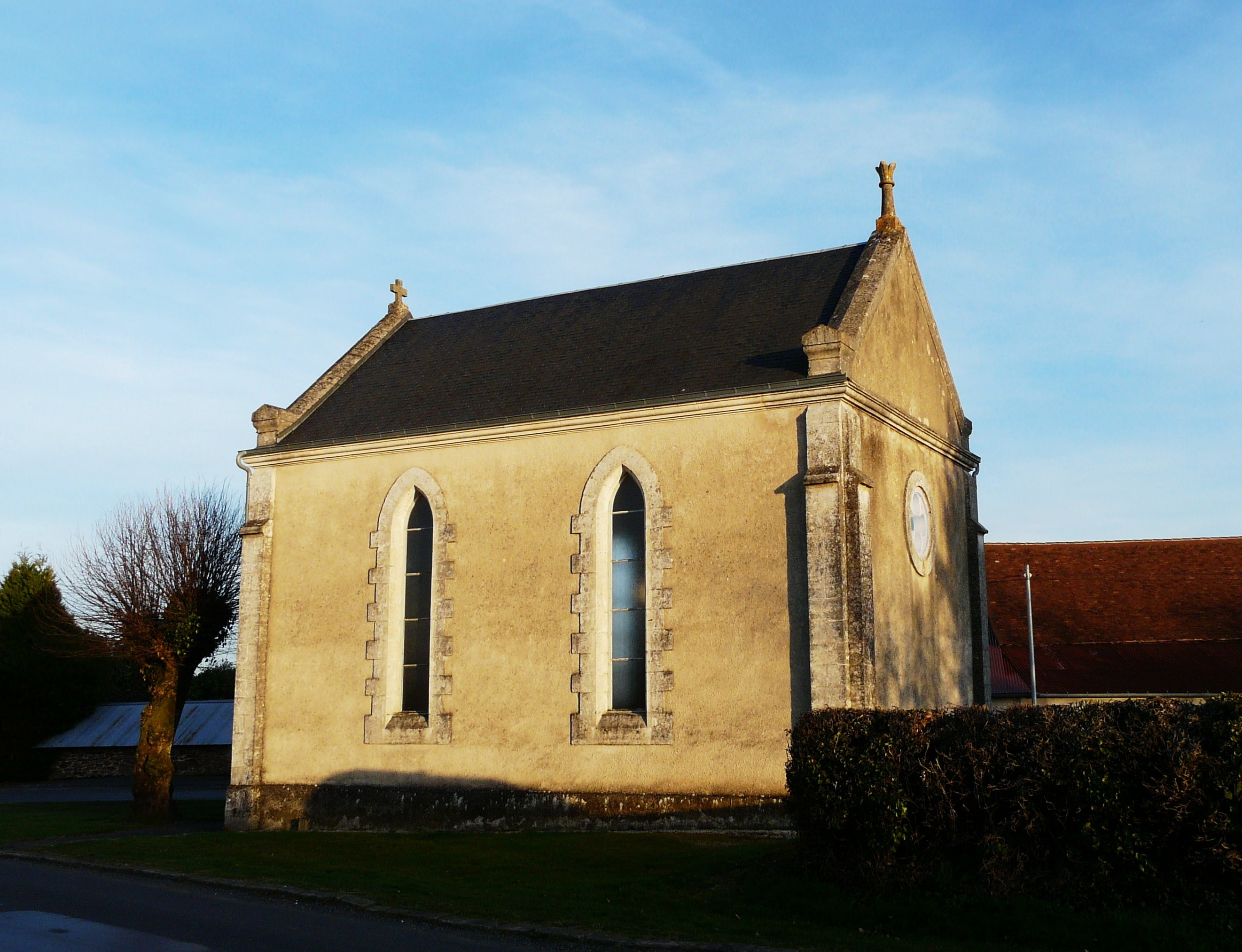
Die Kapelle Notre-Dame-de-Pitié in La Chapelle
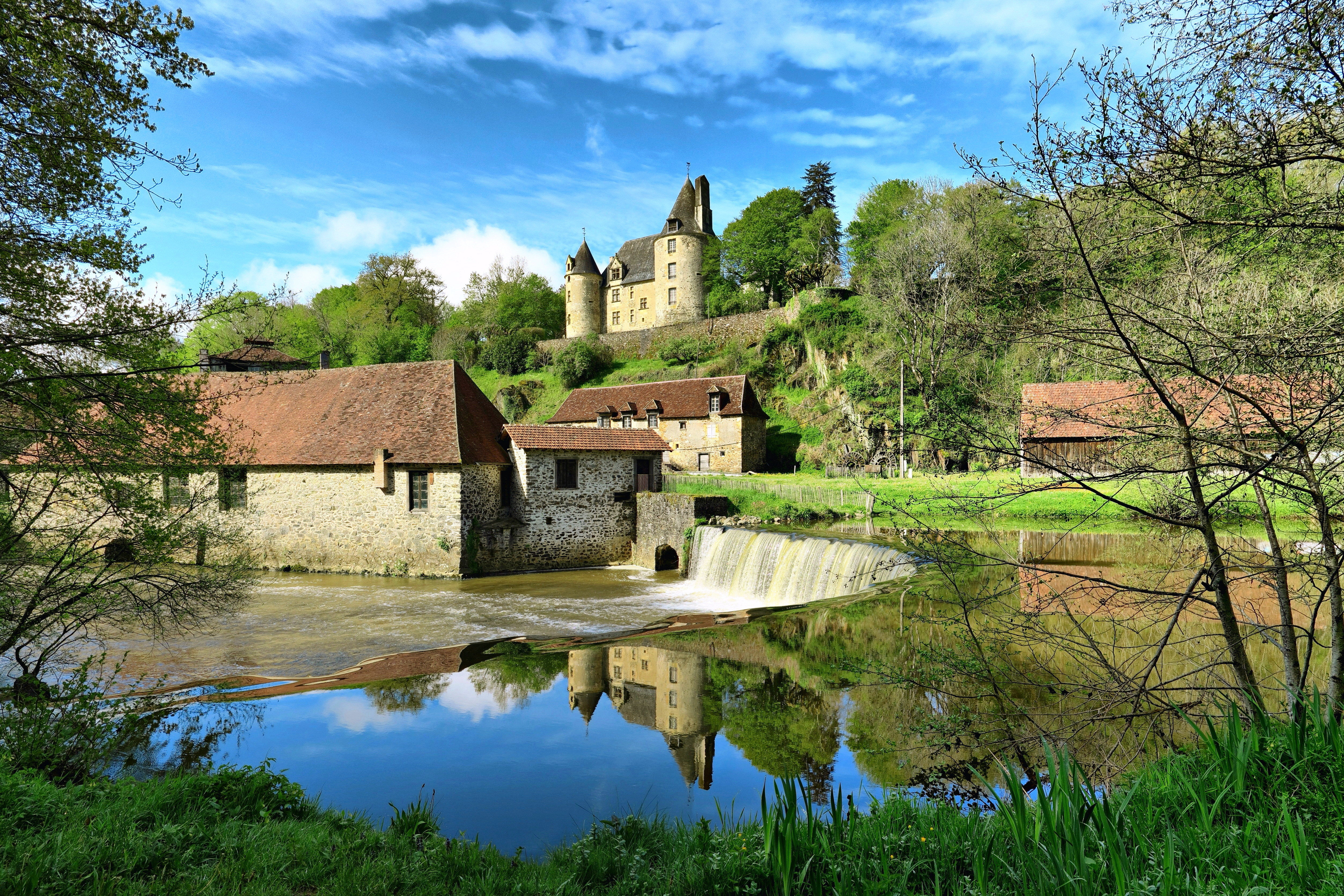
Die Schmiede La Forge mit Nebengebäuden an der Auvézère, darüber das Schloss
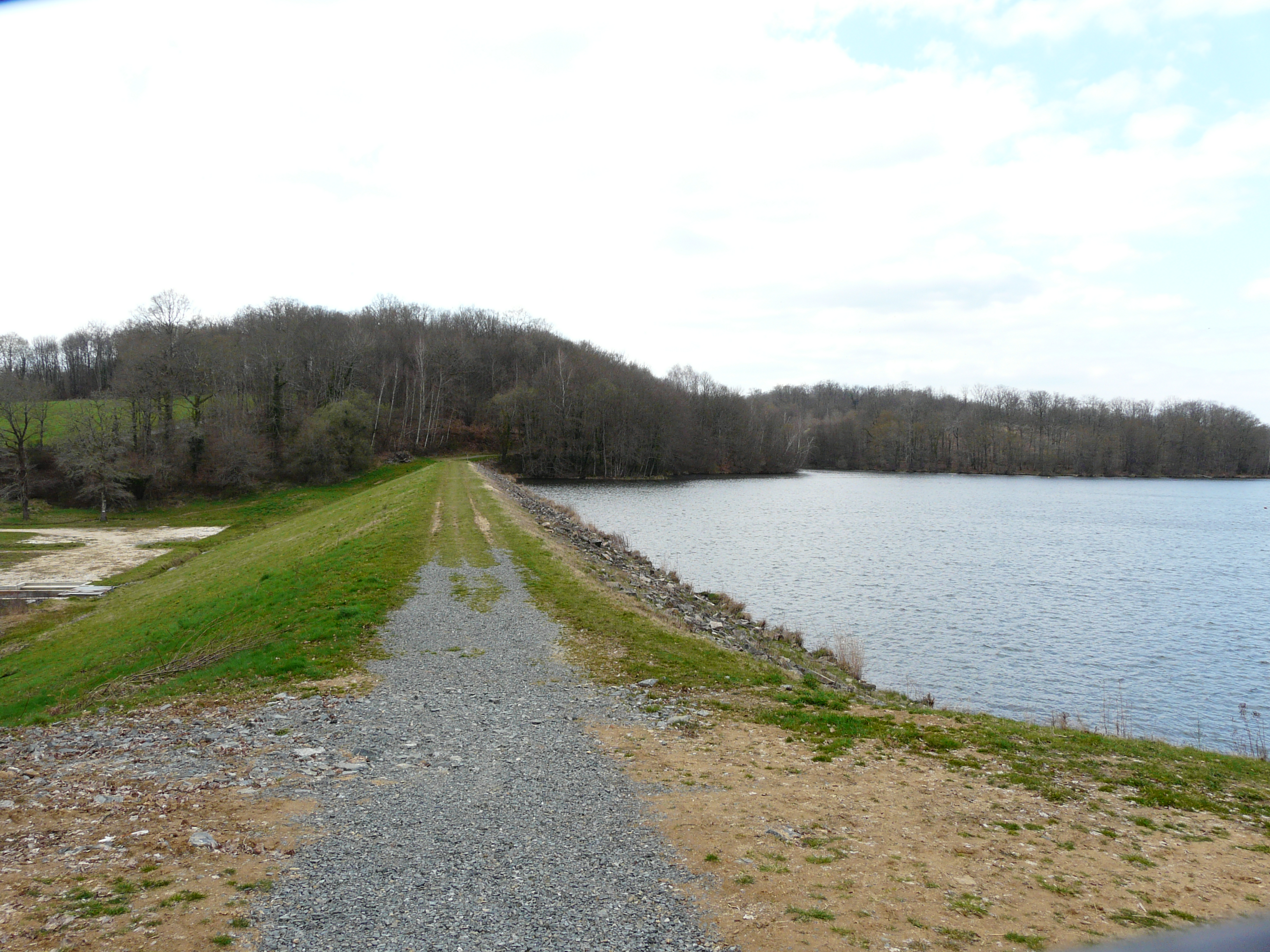
Der Staudamm zum Lac de Rouffiac-en-Périgord bildet die Nordgrenze der Gemeinde
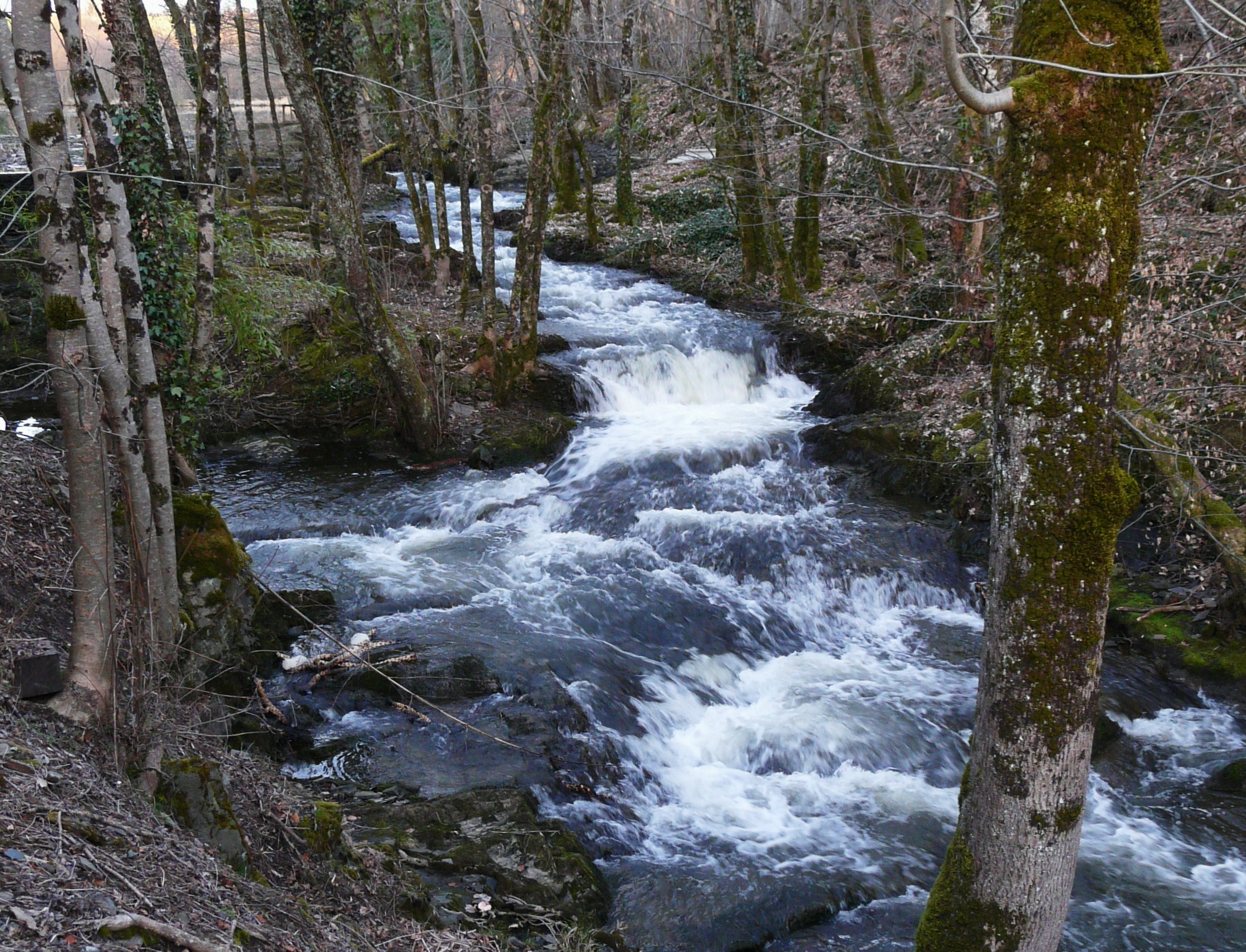
Die Haute-Loue bei Miremont an der Westgrenze zu Lanouaille